# NGC 3564
NGC 3564 est une vaste galaxie lenticulaire vue par la tranche et située dans la constellation du Centaure. NGC 3564 a été découverte par l'astronome britannique John Herschel en 1835.

## Caractéristiques
Sa vitesse par rapport au fond diffus cosmologique est de 3 171 ± 29 km/s, ce qui correspond à une distance de Hubble de 46,8 ± 3,3 Mpc (∼153 millions d'al).
À ce jour, deux mesures non basées sur le décalage vers le rouge (redshift) donnent une distance de 36,050 ± 2,192 Mpc (∼118 millions d'al), ce qui est à l'extérieur des valeurs de la distance de Hubble. Notons cependant que c'est avec la valeur moyenne des mesures indépendantes, lorsqu'elles existent, que la base de données NASA/IPAC calcule le diamètre d'une galaxie et qu'en conséquence le diamètre de NGC 3564 pourrait être d'environ 39,0 kpc (∼127 000 al) si on utilisait la distance de Hubble pour le calculer. 

## Groupe de NGC 3557
NGC 3564 est une galaxie du groupe de NGC 3557 qui compte au moins 11 galaxies dont NGC 3533, NGC 3557, NGC 3568 et NGC 3573.

### Paire de galaxies
Selon Vaucouleurs et Corwin, NGC 3564 et NGC 3557 forment une paire de galaxies. Mais,il est aussi indiqué à la même page que NGC 3568 et NGC 3557 forment aussi une paire. S'agit-il d'un trio ?